# Missira (Upper River Region)
Missira ist eine Ortschaft im westafrikanischen Staat Gambia.
Nach einer Berechnung für das Jahr 2013 leben dort etwa 1364 Einwohner, das Ergebnis der letzten veröffentlichten Volkszählung von 1993 betrug 934.

## Geographie
Missira liegt in der Upper River Region, Distrikt Sandu. Der Ort liegt rund 1,4 Kilometer südöstlich von Jakaba entfernt.